# June Huh
June Huh (tiếng Hàn 허준이, sinh năm 1983) là một nhà toán học người Mỹ gốc Hàn, giáo sư tại Đại học Princeton. Ông được trao tặng Huy chương Fields vào năm 2022

## Sự nghiệp
June Huh sinh ra ở California trong lúc cha mẹ ông đang làm nghiên sinh, sau đó lớn lên ở Hàn Quốc.
June Huh vốn giỏi làm thơ, không giỏi toán khi học phổ thông. Năm 2002,  ông chọn nhập học ngành Vật lý và Thiên văn tại Đại học Quốc gia Seoul (SNU) để trở thành phóng viên khoa học. Ông không có bảng điểm đại học tốt và thậm chí từng thi lại vài môn mà ông bị đánh trượt.
Tình cờ nghe Hironaka (nhà toán học Nhật Bản được giải thưởng Fields năm 1970) giảng bài về Hình học đại số ở Seoul, anh chủ động làm quen và bắt đầu quan tâm học toán.
Ông tiếp tục hoàn tất chương trình thạc sĩ ở SNU sau đó thường xuyên sang Nhật Bản với Hironaka để giúp việc ông như một trợ lý cá nhân.
Vì bảng điểm đại học không tốt, đơn nộp học chương trình tiến sĩ của ông bị từ chối ở tất cả các đại học ở Mỹ, ngoài trừ trường Đại học Illinois, Urbana-Champaign đã nhận ông vào năm 2009, trước khi được chuyển tiếp sang Đại học Michigan vào năm 2011 và bảo vệ luận văn năm 2014 dưới sự hướng dẫn của Mircea Mustață.
Năm 2010, trong khi làm nghiên cứu sinh tiến sĩ, ông đã dùng phương pháp của Hình học đại số chứng minh được giả thuyết Read về tô màu đồ thị, bài toán đã tồn tại 40 năm mà chưa ai giải quyết được.
Trong công trình làm chung với Karim Adiprasito và Eric Katz, ông giải quyết được giả thuyết Heron–Rota–Welsh liên quan đến đa thức đặc trưng của các matroid.
Năm 2022, ông được trao tặng Huy chương Fields vì đã tìm ra những liên hệ giữa hai lãnh vực Hình học Đại số và lý thuyết tổ hợp.